# Hippasa lycosina
Hippasa lycosina är en spindelart som beskrevs av Pocock 1900. Hippasa lycosina ingår i släktet Hippasa och familjen vargspindlar. Inga underarter finns listade i Catalogue of Life.